# Phelipara subvittata
Phelipara subvittata är en skalbaggsart som beskrevs av Blair 1933. Phelipara subvittata ingår i släktet Phelipara och familjen långhorningar. Inga underarter finns listade i Catalogue of Life.